# Culicomorpha
Culicomorpha — інфраряд двокрилих комах підряду Довговусі (Nematocera). До цієї групи належать комарі, москіти, мошки і ряд інших сучасних і вимерлих родин.

## Опис
Ці кровососи, перносять різні захворювання: малярію, жовту пропасницю, денге і деякі види енцефаліту. Зустрічаються по всьому світі, від Гренландії (82°33" пн. ш.) до Антарктиди (65°27" пд. ш.). Личинки, як правило, водні або навколоводні (фільтратори, живляться детритом і мікроорганізмами, деякі є хижаками)[1]. Самиці Culicidae, Chaoboridae, Ceratopogonidae і Simuliidae живляться кров'ю хребетних (гематофаги ссавців, птахів, рептилій) або гемолімфою безхребетних, можуть бути сапрофагами, фітофагами, хижаками, деякі нешкідливі для людини і використовуються як корм для риби (Chironomidae). Самці живляться нектаром квіткових рослин[2]. Оцелії залишкові або відсутні. Педицель вусика збільшений, з особливо розвиненим Джонстоновим сенсорним органом (повторно зредукований у Simuliidae), жилка M3 в передньому крилі і перше абдомінальне дихальце у імаго відсутні[3].

## Класифікація
Сучасні родини
- Надродина Culicoidea
  - Dixidae
  - Corethrellidae
  - Chaoboridae
  - Комарі (Culicidae)
- Надродина Chironomoidea
  - Thaumaleidae
  - Мошки (Simuliidae)
  - Мокреці (Ceratopogonidae)
  - Дзвінцеві (Chironomidae)

Вимерлі родини
- Asiochaoboridae (верхній юрський період)
- Architendipedidae (верхній тріасовий період)
- Protendipedidae (Середина юрського періоду)
- Mesophantasmatidae (Середина юрського періоду)